# Scaptia aureohirta
Scaptia aureohirta är en tvåvingeart som först beskrevs av Ricardo 1900.  Scaptia aureohirta ingår i släktet Scaptia och familjen bromsar. Inga underarter finns listade i Catalogue of Life.